# Библиотека мировой литературы для детей
Библиотека мировой литературы для детей — серия из 50 томов (58 книг), изданная советским издательством «Детская литература» с 1976 по 1987 год по программе, разработанной совместно с Академией педагогических наук СССР. Книги данного подписного издания выходили под руководством главного редактора и директора издательства А. А. Виноградова.
В серии были представлены лучшие детские произведения народов СССР (с 1-го по 30-й том) и зарубежных стран (с 31-го по 50-й том), созданных за всю историю всемирной литературы. Книги содержат вступительные статьи советских литераторов, а также комментарии к произведениям.

## История издания
Программа издания была разработана издательством «Детская литература» совместно с Академией педагогических наук СССР. По идее издателей, в серию должен был войти «золотой фонд» всемирной литературы для детей. Издательство включало в серию произведения, способные увлечь детей, расширить их кругозор. Издание включает произведения мировой классики, фольклора, литературные и народные сказки, стихи и прозу детских писателей. Во всех книгах серии имеются вступительные статьи об исторической эпохе жизни писателей и особенностях их творчества. В оформлении книг использованы иллюстрации. Книги серии рассчитаны на детей с 3—4-летнего возраста и до окончания школы.
Том 22 состоял из четырёх книг, том 29 — из трех и том 30 — из четырёх. Таким образом, серия была издана в 50 томах, но в 58 книгах. Основной тираж каждой книги серии составлял от 404 000 до 407 000 экземпляров; в отдельных случаях — в отношении книг, имевших особо высокий спрос, — осуществлялся дополнительный тираж в 200 000 либо 400 000 экземпляров (цвет обложки мог отличаться); кроме того, некоторые книги издавались вне серии с изменённым оформлением. Книги издавались в твёрдой обложке (формат каждой книги: 60x90/16 (145x215 мм)). Оформление серии выполнено художником Б. А. Дехтеревым, книги содержали также множество иллюстраций советских и зарубежных художников. Каждая книга содержала авантитул и несколько листов вкладок с цветными иллюстрациями, не входящих в общую нумерацию страниц.
Книги иллюстрировали советские графики: В. Лебедева, В. Конашевич, В. Фаворский, Ю. Васнецов, И. Билибин, А. Бенуа, Н. Чарушин, М. Митурич, И. Кусков и многие другие. 
В редакционном совете «Библиотеки» работали: Агния Барто, Расул Гамзатов, Гончар Олесь, Дмитрий Лихачев, Сергей Михалков, Мустай Карим, Михаил Шолохов, Коржев Г. М., Столетов В. Н., Максим Танк, Миршакар Мирсаид и другие.
Издание серии стало заметным явлением в культурной жизни СССР. Издательство получило диплом «Золотая литера красивейшей книги» на выставке искусства книги в Лейпциге в 1979 году.

## Книги серии